# Burgstall Haibach
Der Burgstall Haibach, ist ein vermuteter Burgstall einer Höhenburg auf einer Bergkuppe innerhalb des von den Straßen Burgstraße, Haidebachstraße und Büchelbergstrasse eingeschlossenen annähernd dreieckigen Bereiches einer Bergkuppe von Haibach im Landkreis Aschaffenburg in Unterfranken (Bayern).
Bis heute (Stand 2015) sind keine archäologischen Nachweise oder Untersuchungen erfolgt. Es finden sich keine urkundlichen Nachweise. In der Bayerischen Denkmalliste wird es als Bodendenkmal mit der Nummer D-6-6021-0020 als nachqualifizierter mittelalterlicher Burgstall geführt.
Auf dem Gelände findet sich heute der sogenannte Burgkindergarten in einem neuzeitlichen Gebäude. Die Reste der Burg werden unter dem heutigen Parkplatz vor dem Gebäude vermutet. Er ist neben dem ergrabenen und teilrestaurierten Burgstall Ketzelburg ein zweiter Burgstall in Haibach.